# Mormoiron
Mormoiron là một xã trong tỉnh Vaucluse thuộc vùng Provence-Alpes-Côte d’Azur ở đông nam nước Pháp. Xã này nằm ở khu vực có độ cao trung bình 281 mét trên mực nước biển.
Momoiron có cự ly 12 km về phía đông Carpentras; cũng gần Mont Ventoux và Avignon. 